# Bedford (Virginia)
Bedford is een town in de Amerikaanse staat Virginia.

## Demografie
Bij de volkstelling in 2000 werd het aantal inwoners vastgesteld op 6299.
In 2006 is het aantal inwoners door het United States Census Bureau geschat op 6249, een daling van 50 (-0,8%).

## Geografie
Volgens het United States Census Bureau beslaat de plaats een oppervlakte van
17,8 km², geheel bestaande uit land. Bedford ligt op ongeveer 335 m boven zeeniveau.

## Plaatsen in de nabije omgeving
De onderstaande figuur toont nabijgelegen plaatsen in een straal van 28 km rond Bedford.

## Bedford Boys
Bedford is de stad die relatief de meeste inwoners verloor bij de landing in Normandië, het stadje had destijds 3200 inwoners en verloor 19 jongens tijdens de eerste aanvalsgolf. 3 anderen sneuvelden later tijdens gevechten in Normandië. Het memorial voor D-Day staat om deze reden dan ook in Bedford.